# Semih Kılıçsoy
Semih Kılıçsoy (* 15. August 2005 in Gaziosmanpaşa, Istanbul) ist ein türkischer Fußballspieler, der als Stürmer bei Beşiktaş Istanbul unter Vertrag steht und aktuell an Cagliari Calcio verliehen ist. Kılıçsoy kann beidfüßig schießen und auch als Flügelspieler eingesetzt werden.

## Karriere

### Verein
Kılıçsoy spielte als Jugendspieler für Gop Venüs und Arnavutköy Yaylaspor, bevor er 2016 zu Beşiktaş wechselte. Am 21. Oktober 2021 unterzeichnete er seinen ersten Profivertrag bei dem Verein, welcher bis 2023 galt. Nach guten Leistungen in den Jugendmannschaften des Vereins wurde sein Vertrag am 23. Dezember 2022 bis 2025 verlängert. Am 26. Februar 2023 gab er sein Debüt im Profifußball in der Süper Lig, bei einem 0:0-Unentschieden gegen Antalyaspor. Am 27. Juli 2023 erzielte er bei einem 3:1-Sieg gegen KF Tirana in der Qualifikation zur Europa Conference League sein erstes Tor im Profifußball. Seither ist er zum Stammspieler avanciert und kommt regelmäßig zum Einsatz, wobei er in seiner ersten Saison als Profi nur ca. 100 Minuten pro Tor brauchte. Sein Vertrag bei Beşiktaş läuft bis 2028.
Nach längerer Zeit als Ergänzungsspieler wurde Kılıçsoy zur Saison 2025/26 für ein Jahr an Cagliari Calcio in die Serie A verliehen.

### Nationalmannschaft
Kılıçsoy spielte für verschiedene Jugendnationalmannschaften der Türkei von der U-14 bis zur U-21. Kılıçsoy gab sein Debüt für die türkische A-Nationalmannschaft am 4. Juni 2024 in einem Freundschaftsspiel gegen Italien. Er befand sich auch im türkischen Aufgebot für die Europameisterschaft in Deutschland, kam in der Gruppenphase jedoch nicht zum Einsatz. Erst im Viertelfinale gegen die Niederlande wurde er von Trainer Vincenzo Montella kurz vor Schluss für Kaan Ayhan eingewechselt, konnte das Ausscheiden seiner Mannschaft jedoch nicht verhindern, da Bart Verbruggen seinen Torschuss parierte.